# Пам'ятки археології Красноградського району
У Красноградському районі Харківської області на обліку перебуває  пам'яток археології.
| № з/п | Охоронний № | Місцезнаходження об'єкту                                                                         | Назва об'єкту                              | Дослідник, рік обстеження                                                           | Розміри          | Кат     | Рішення Харківського ОВК, накази УКіТ | Охоронна зона: розміри, Рішення Харківського ОВК, накази УКіТ |
| ----- | ----------- | ------------------------------------------------------------------------------------------------ | ------------------------------------------ | ----------------------------------------------------------------------------------- | ---------------- | ------- | ------------------------------------- | ------------------------------------------------------------- |
| 1.    | 1854        | м. Красноград, праворуч від дороги у с. Ворошилове                                               | Кургани. 7.III тис. до н.е. – I тис. н.е.  | Шрамко Б.А. та інші. 1977р., Бородулін В.Г., археол. 1977р.                         | Вис. 1,5 м       | Місцева | № 328 від 23.05.83р.                  | 50 м. №33 від 23.01.84р.                                      |
| 2.    | 1690        | с. Березівка Сосновської с/р                                                                     | Кургани. 17.III тис. до н.е. – I тис. н.е. | -<<-                                                                                | Вис. 0,7-3,1 м   | -<<-    | № 13 від 12.01.81р.                   | 50 м.№197 від 16.04.84р.                                      |
| 3.    | 1691        | с. Берестовенька Октябрської с/р                                                                 | Кургани. 7.III тис. до н.е. – I тис. н.е.  | -<<-                                                                                | Вис. 1,0-1,3 м   | -<<-    | -<<-                                  | 50 м. №33 від 23.01.84р. (встановлена на 3 кургани)           |
| 4.    | 2566        | с. Вільховий Ріг Мартинівської с/р                                                               | Кургани. 22.III тис. до н.е. – I тис. н.е. | -<<-                                                                                | Вис. 0,3-1,0 м   | -<<-    | № 975 від 18.09.97р.                  |                                                               |
| 5.    | 2567        | колишнє с. Гриньківка, за 2 км на південний захід від с. Тишенківка Ленінської с/р               | Кургани. 2.III тис. до н.е. – I тис. н.е.  | -<<-                                                                                | Вис. 1,0 м       | -<<-    | -<<-                                  |                                                               |
| 6.    | 2251        | с. Добренька Мартинівської с/р                                                                   | Кургани. 7.III тис. до н.е. – I тис. н.е.  | -<<-                                                                                | Вис. 1,2-1,5 м   | -<<-    | № 183 від 20.04.87р.                  | 50 м. №184 від 20.04.87р.                                     |
| 7.    | 2321        | с. Калинівка Октябрської с/р                                                                     | Кургани. 8.III тис. до н.е. – I тис. н.е.  | -<<-                                                                                | Вис. 1,0-1,5 м   | -<<-    | № 161 від 18.04.88р.                  |                                                               |
| 8.    | 1692        | с. Кирилівка Кирилівської с/р                                                                    | Кургани. 4.III тис. до н.е. – I тис. н.е.  | -<<-                                                                                | Вис. 1,2–2,0 м   | -<<-    | № 13 від 12.01.81р.                   | 50 м. №33 від 23.01.84р.                                      |
| 9.    | 1693        | с. Кобзівка Новопавлівської с/р                                                                  | Кургани. 26.III тис. до н.е. – I тис. н.е. | -<<-                                                                                | Вис. 0,8-2,0 м   | -<<-    | № 13 від 12.01.81р.                   | 50 м. №33 від 23.01.84р. (встановлена на 9 курганів)          |
| 10.   | 2252        | с. Копанки Володимирівської с/р                                                                  | Кургани. 5.III тис. до н.е. – I тис. н.е.  | -<<-                                                                                | Вис. 0,7-3,0 м   | -<<-    | № 183 від 20.04.87р.                  | 50 м. №184 від 20.04.87р.                                     |
| 11.   | 2323        | с-ще Ленінське Кобзівської с/р                                                                   | Кургани. 8.III тис. до н.е. – I тис. н.е.  | -<<-                                                                                | Вис. 1,0-2,2 м   | -<<-    | № 161 від 18.04.88р.                  |                                                               |
| 12.   | 2253        | с. Лип’янка Петрівської с/р                                                                      | Кургани. 5.III тис. до н.е. – I тис. н.е.  | -<<-                                                                                | Вис. 1,0-1,3 м   | -<<-    | № 183 від 20.04.87р.                  | 50 м. №184 від 20.04.87р.                                     |
| 13.   | 1694        | с. Лукашівка Володимирівської с/р                                                                | Кургани. 16.III тис. до н.е. – I тис. н.е. | -<<-                                                                                | Вис. 1,2-3,0 м   | -<<-    | № 13 від 12.01.81р.                   | 50 м. №33 від 23.01.84р. (встановлена на 4 кургани)           |
| 14.   | 2254        | с. Миколо-Комишувата Миколо-Коми-шуватської с/р                                                  | Кургани. 20.III тис. до н.е. – I тис. н.е. | -<<-                                                                                | Вис. 1,0-1,5 м   | -<<-    | № 183 від 20.04.87р.                  | 50 м. №184 від 20.04.87р. (встановлена на 16 курганів)        |
| 15.   | 1695        | с. Мокрянка Миколо-Комишуватської с/р                                                            | Кургани. 13.III тис. до н.е. – I тис. н.е. | -<<-                                                                                | Вис. 1,1-1,6 м   | -<<-    | № 13 від 12.01.81р.                   | 50 м. №33 від 23.01.84р. (встановлена на 4 кургани)           |
| 16.   | 2324        | колишнє с. Новомихайлівка Володимирівської с/р, за 3,0 км, на південний захід від с. Варварівка  | Кургани. 8.III тис. до н.е. – I тис. н.е.  | -<<-                                                                                | Вис. 0,7-1,7 м   | -<<-    | № 161 від 18.04.88р.                  |                                                               |
| 17.   | 1696        | с. Октябрське Октябрської с/р                                                                    | Кургани. 16.III тис. до н.е. – I тис. н.е. | -<<-                                                                                | Вис.1,2-1,5 м    | -<<-    | № 13 від 12.01.81р.                   | 50 м. №33 від 23.01.84р. (встановлена на 6 курганів)          |
| 18.   | 2325        | с. Оленівка Хрестищенської с/р                                                                   | Кургани. 3.III тис. до н.е. – I тис. н.е.  | -<<-                                                                                | Вис. 0,5-1,2 м   | -<<-    | № 161 від 18.04.88р.                  |                                                               |
| 19.   | 1697        | с. Петрівка, Петрівської с/р, на схід від села                                                   | Кургани. 8.III тис. до н.е. – I тис. н.е.  | -<<-                                                                                | Вис. 1,0-1,6 м   | -<<-    | № 13 від 12.01.81р.                   | 50 м. №33 від 23.01.84р. (встановлена на 3 кургани)           |
| 20.   | 1698        | с. Попівка Попівської с/р                                                                        | Кургани. 15.III тис. до н.е. – I тис. н.е. | -<<-                                                                                | Вис. 1,0-1,5 м   | -<<-    | -<<-                                  | 50 м. №33 від 23.01.84р. (встановлена на 9 курганів)          |
| 21.   | 2255        | с. Роздолля Попівської с/р                                                                       | Кургани. 8.III тис. до н.е. – I тис. н.е.  | -<<-                                                                                | Вис. 1,0-2,0 м   | -<<-    | № 183 від 20.04.87р.                  | 50 м. №184 від 20.04.87р.                                     |
| 22.   | 1699        | с. Соснівка Соснівської с/р                                                                      | Кургани. 9.III тис. до н.е. – I тис. н.е.  | -<<-                                                                                | Вис. 1,0-1,5 м   | -<<-    | № 13 від 12.01.81р.                   | 50 м. №33 від 23.01.84р. (встановлена на 3 кургани)           |
| 23.   | 2568        | с. Тишенківка Ленінської с/р                                                                     | Кургани. 2.III тис. до н.е. – I тис. н.е.  | -<<-                                                                                | Вис. 1,0-2,0 м   | -<<-    | № 975 від 18.09.97р.                  |                                                               |
| 24.   | 2322        | с. Хрестище Хрестищенської с/р                                                                   | Кургани. 4.III тис. до н.е. – I тис. н.е.  | -<<-                                                                                | Вис. 1,5 м       | -<<-    | № 161 від 18.04.88р.                  |                                                               |
| 25.   |             | с. Володимирівка Володимирівської с/ради. 4 кургани, розташований на південь та на схід від села | Кургани                                    | Бакуменко К.І., ст. науков. співроб. ХНМЦОКС. 2004 р.III тис. до н.е. – I тис. н.е. | вис. 1,0 – 2,0 м | Об’єкт  | Наказ УКіТ №25 від 02.03.05р.         |                                                               |
|       |             |                                                                                                  |                                            |                                                                                     |                  |         |                                       |                                                               |

## Джерело
Лист Харківської Облдержадміністрації на запит ВМ УА від 28 березня 2012. Файли доступні на сайті конкурсу WLM.